# Cheiro roxa

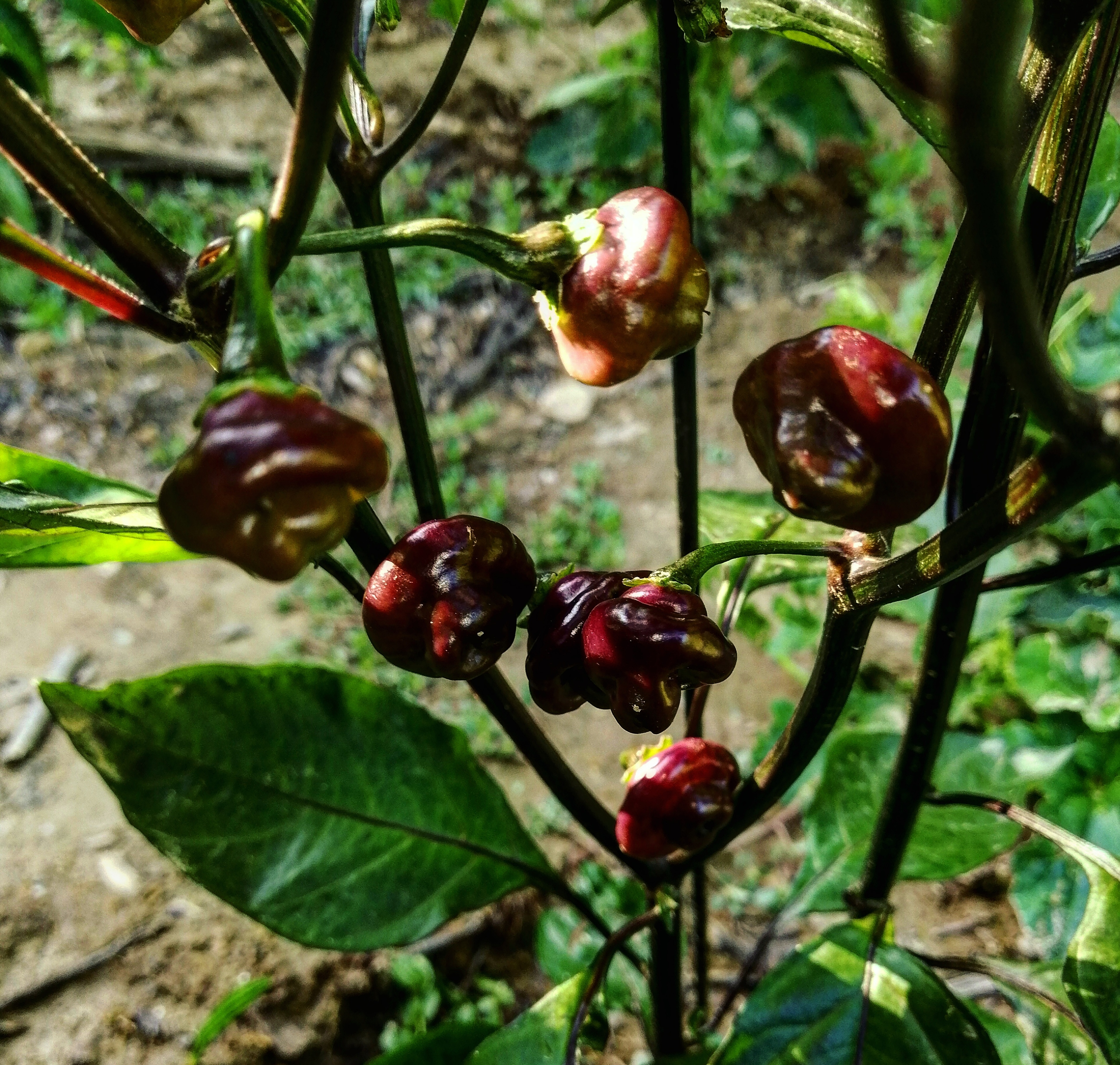
Piment Cheiro roxa.

Le Cheiro roxa est un cultivar issu de l'espèce Capsicum chinense. C'est un petit piment originaire du Brésil.
Son fruit en forme de cerise mesure entre 1,5 et 2 centimètres de large et 2 à 3 centimètres de long ; il est d'abord vert pâle lorsqu'il n'est pas mûr, puis devient violet  et prend des notes roses et crèmes à maturité. Les feuilles de l'arbuste sont noires foncées.

## Force
La force du Cheiro roxa est estimée à 60 000 SHU sur l'échelle de Scoville. Il est plus doux que le piment habanero.

## Galerie

Exemples de Cheiro roxa
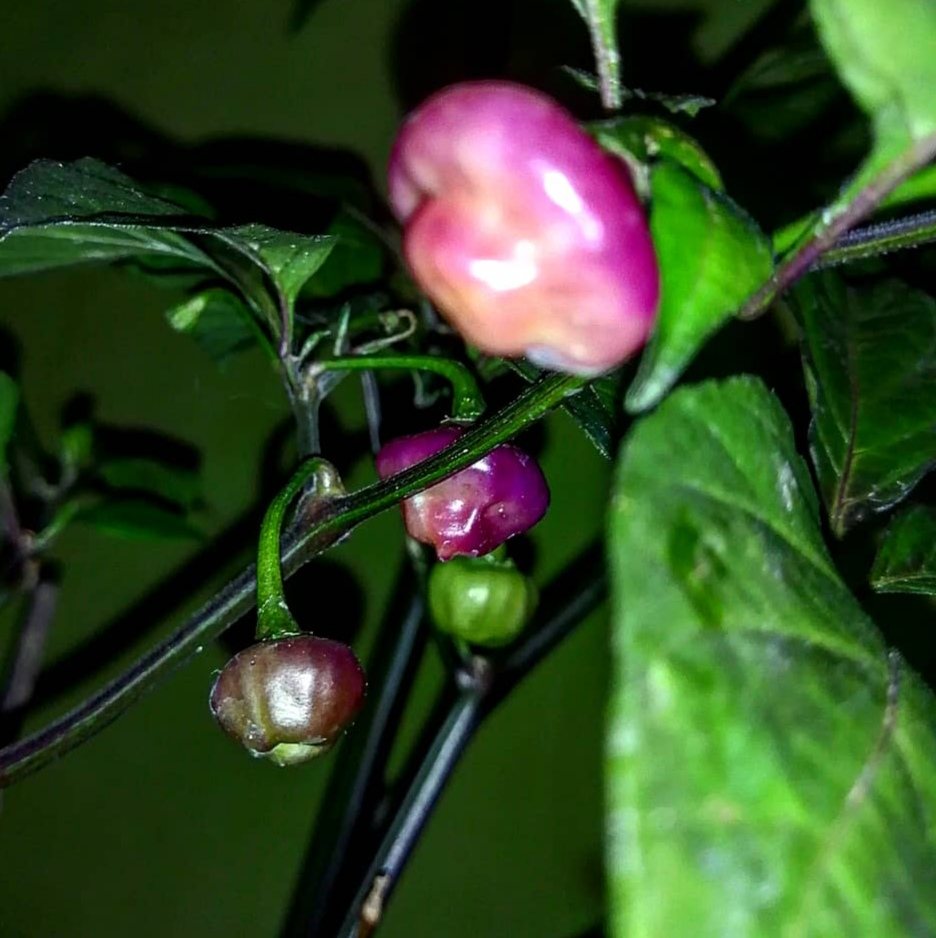
Piment Cheiro roxa.
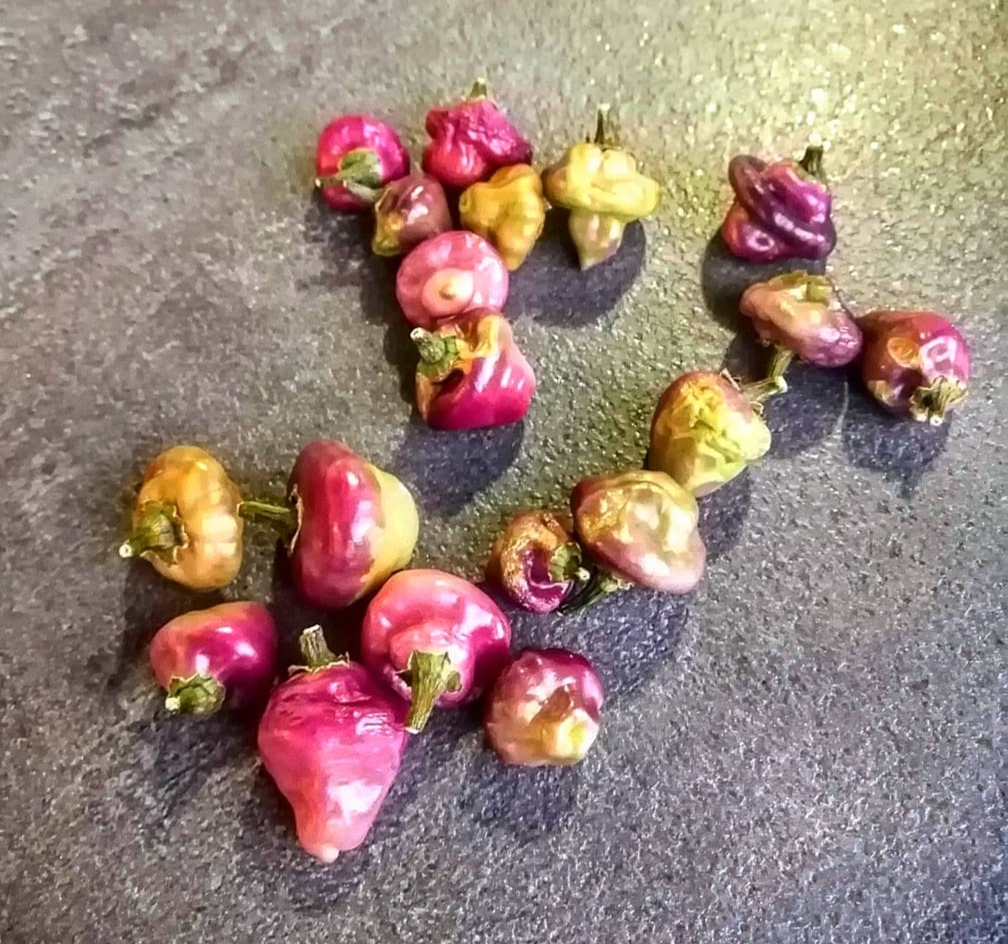
Cheiro roxa séché.